# فحمة (جنين)
فحمة تقع إلى الجنوب الغربي من مدينة جنين وتبعد عنها 15كم وتقع بين قريتي عرابة وكفر راعي وترتفع عن مستوى سطح البحر 440 م. تبلغ مساحة أراضيها 4498 دونما ويحيط بها أراضي قرى عرابة وكفر راعي وعجة قدر عدد سكانها في عام 1922 (187) نسمة وعام 1945 (350) نسمة وعام 1967 (659) نسمة وعام 1987 (914) نسمة، وفي عام 1997 بلغوا 1820 نسمة تعد القرية ذات موقع أثري يحتوي على بناء ذو عقد أنبوبي الشكل (البوبرية) وقبور منقورة في الصخر، يقع غرب فحمة مزار يعرف باسم (الشيخ كساب). يوجد في قرية فحمة جبلان اثنان هما جبل باطن المنورة وجبل بئر الشعفور. يوجد في القرية مدرستان اثنتان فقط مدرسة منهما للذكور والأخرى للإناث، وترتبط القرية مع بلدة عرابي وبلدة كفراعي عن طريق الشارع الرئيسي.